# SSV Vimaria Weimar ’91
Der SSV Vimaria Weimar ´91 ist ein Sportverein aus Weimar, Thüringen. Der Verein wurde am 1. Januar 1990 gegründet, seit dem 16. Juli 1991 ist er ein eingetragener Verein. Derzeit gibt es Abteilungen für Hockey, Fußball, Schach, Prellball und Bowling. Zeitweise war der SSV Vimaria der größte Sportverein Weimars und beherbergte unter anderem auch auf Thüringer Ebene erfolgreiche Handball-, Basketball- und Volleyballmannschaften.

## Hockey
Die Hockey-Abteilung ist zahlenmäßig die größte. Die Herren spielen in der Hallensaison 2019/20 in der 1. Verbandsliga. Es wird großer Wert auf die Jugendarbeit gelegt, so dass seit Jahren erfolgreiche Jugendmannschaften aus Weimar kommen. Ein Highlight des Jahres ist der Klassikpokal für Damen und Herren im Hallenhockey, jeweils am zweiten Wochenende im November.

## Fußball
Die Fußballer von Vimaria waren lange Zeit die 2. Kraft nach dem SC 1903 Weimar, derzeit konzentriert sich der Verein aber nur auf den Altherrenfußball.
- Halbfinale im Landespokal (1998/99)
- WTFB-Pokalsieger (1997/98)
- Halbfinale WTFB-Pokal (2000/01)
- Bezirksligameister Saison (2000/01 und 2002/03.)
- Thüringenmeister alte Herren Ü35 (2006/07 bis 2013/14, 2015/16, 2017/18, 2018/19)

## Schach
Die Schachabteilung von Vimaria Weimar entstand aus der Fusion der Schachabteilungen von Motor Weimar und Rotation Weimar. Weimar war zu DDR-Zeiten bekannt für seine gute Jugendarbeit und holte diverse Einzel- und Mannschaftstitel im DDR-Jugendbereich.
Speziell im Frauenschach konnte die erfolgreiche Arbeit auch im neuen Verein fortgesetzt werden. In den 1990er Jahren hatte Weimar über einen längeren Zeitraum eine Mannschaft in der 1. Frauen-Bundesliga. Zur Saison 1997/98 wechselte die Mannschaft vom SC 1903 Weimar zu Vimaria. Da kein eigener Nachwuchs vorhanden war und einige Spielerinnen den Verein aus beruflichen Veränderungen verlassen haben, wurde die Mannschaft aus Mangel an für die Bundesliga geeigneten Spielerinnen nach der Spielserie 1998/99 zurückgezogen. Zu den bekannteren Spielerinnen gehörten Marina Olbrich, Camilla Baginskaite und Petra Krupková, zuvor beim SC 03 Weimar bzw. Motor Weimar auch Anke Koglin.
In der Saison 2010/11 schaffte Vimaria I den Aufstieg in die Oberliga. Allerdings war zwar der Aufstieg nur mit eigenen Spielern zu schaffen, aber nicht der Klassenerhalt in der Saison darauf. Das gelang erst in der Saison 2015/16.
Nachdem die Jugendförderung ungefähr um das Jahr 2000 völlig zum Erliegen gekommen war, gibt es seit 2006 wieder eine Jugendabteilung. So konnten Weimarer Spielerinnen und Spieler die letzten Jahre regelmäßig Meistertitel auf Bezirks- und Thüringenebene mit Mannschaften und als Einzelspieler erreichen. Damit ist Vimaria Weimar inzwischen auch wieder einer der führenden Thüringer Vereine im Jugendbereich.

## Stadion
Das Wimaria-Stadion wurde 1928 erbaut und hat eine Kapazität von 12.000 Stehplätzen. Der Rekord liegt jedoch bei nur 10.000 Zuschauern am 28. Oktober 1928.
Die Pläne erarbeitete der Stadtbaudirektor und Architekt August Lehrmann. Das Stadion mit dessen Vorplatz ist zusammen mit dem Schwanseebad und dem Weimarhallenpark Teil des Asbach-Grünzuges, der von Stadtbaurat Lehrmann realisiert wurde. 
Unweit des Stadions in nordwestlicher Richtung befindet sich die Asbach-Sporthalle, für deren Verwaltung die Stadtwirtschaft Weimar zuständig ist. Außerdem gibt es in der Nähe des Stadions die Sporthalle Stadion-Tonne.